# Cadillac Series 70
Cadillac Series 70 (моделі 70 і 75) — це серія легкових автомобілів з V-подібним двигуном, що випускалася компанією Cadillac з 1930 по 1976 рік. Вона змінила основну модель компанії — 355-D 1935 року.
Серія 67 відрізнялася від 75 тільки більш довгою колісною базою (139") і випускалася тільки в 1941—1942 роках.
Серія 80 (моделі 80 і 85) була аналогом машин серії 75, але використовувала двигун V12. Модель 80 випускалася тільки в 1936 році, а 85 — до 1937 року.
У 1938 році серія 70 з короткою колісною базою була замінена серією 60, в той час як модель з довгою колісною базою стала частиною серії Fleetwood.

## Покоління

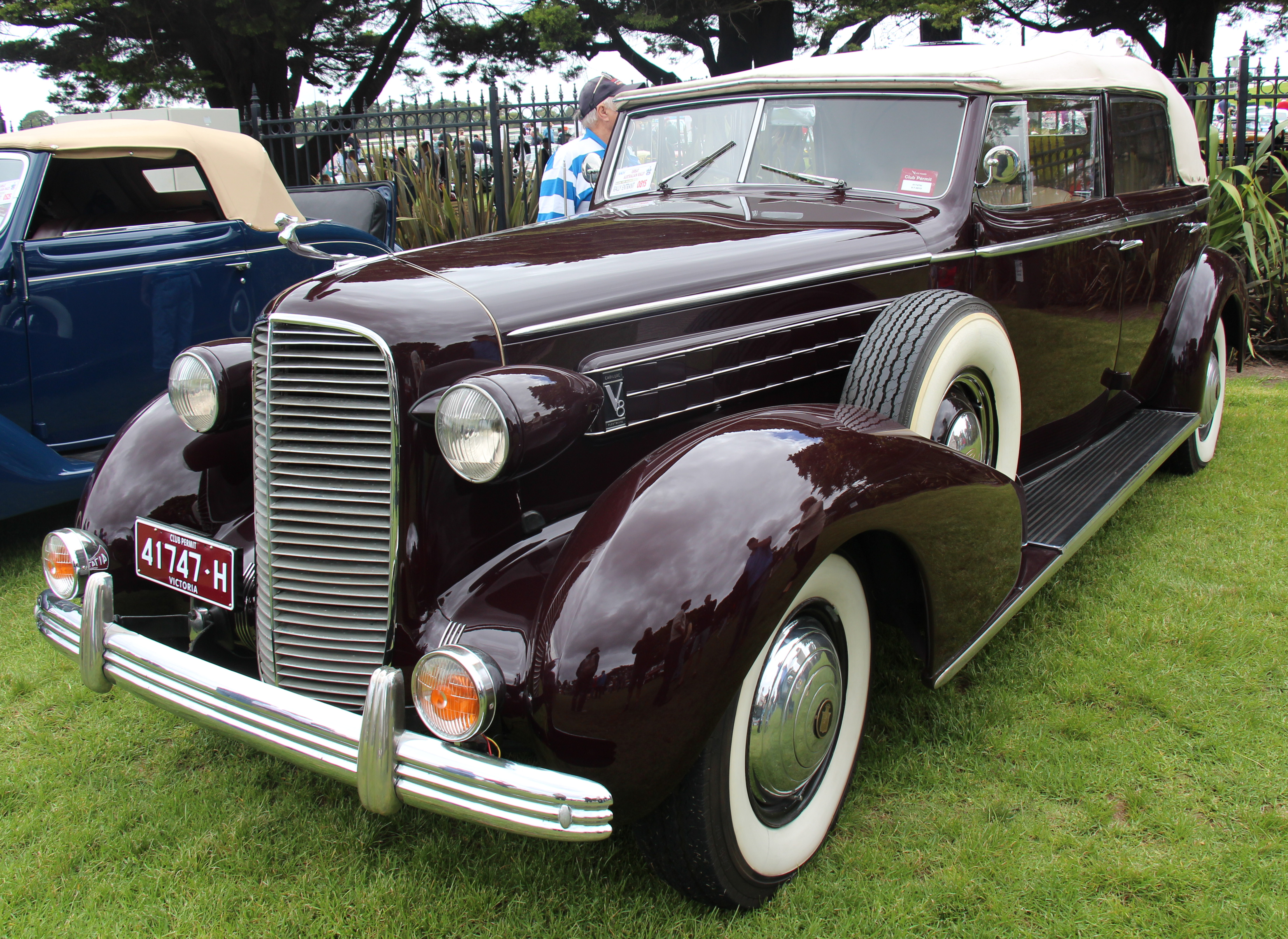
Cadillac Series 70/75 (1936–1937)
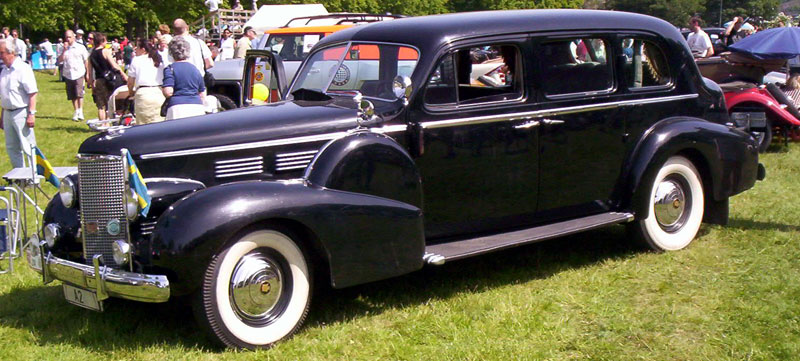
Cadillac Series 72/75 (1938–1940)
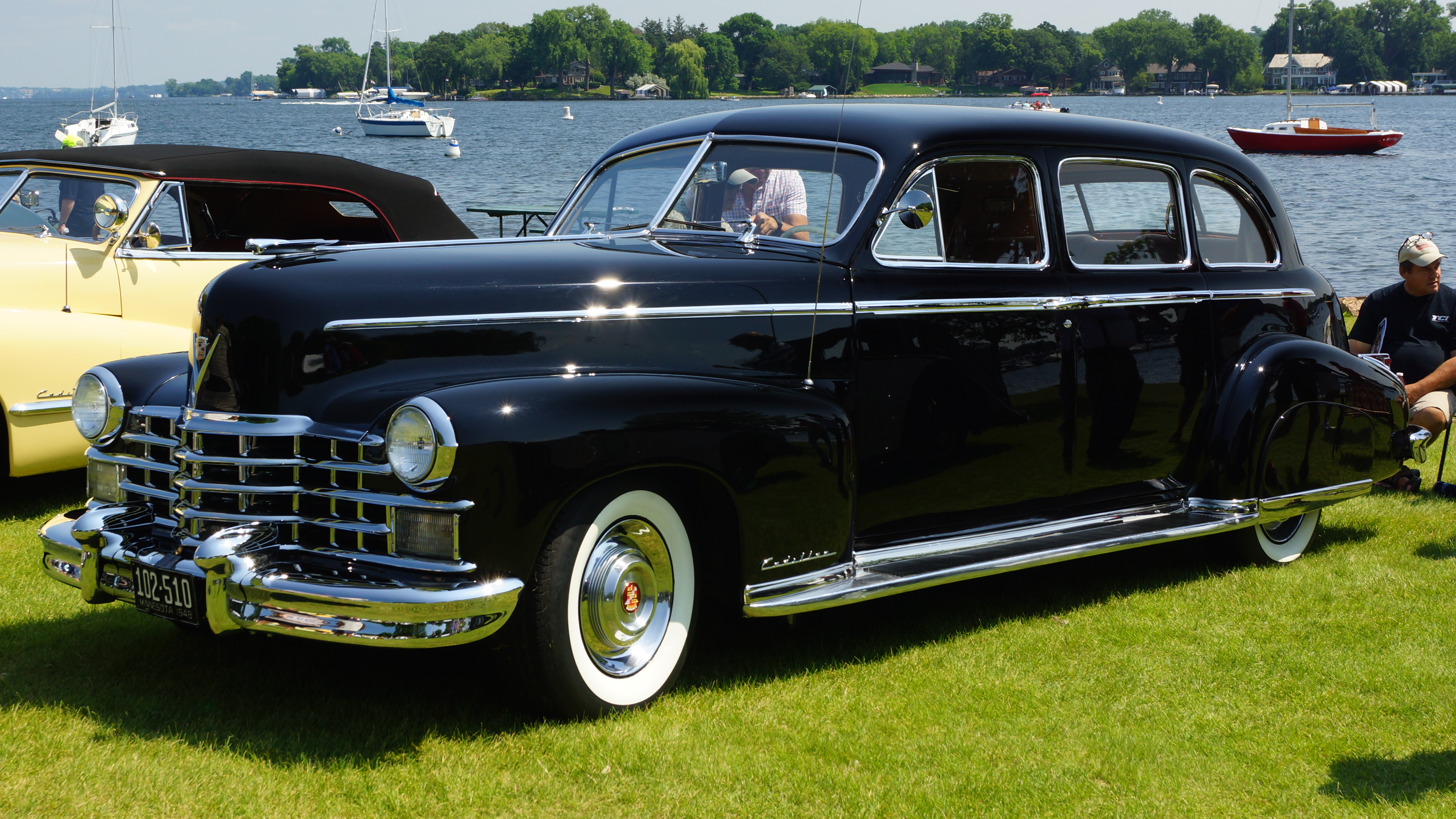
Cadillac Series 67/75 (1941–1942, 1946–1949)
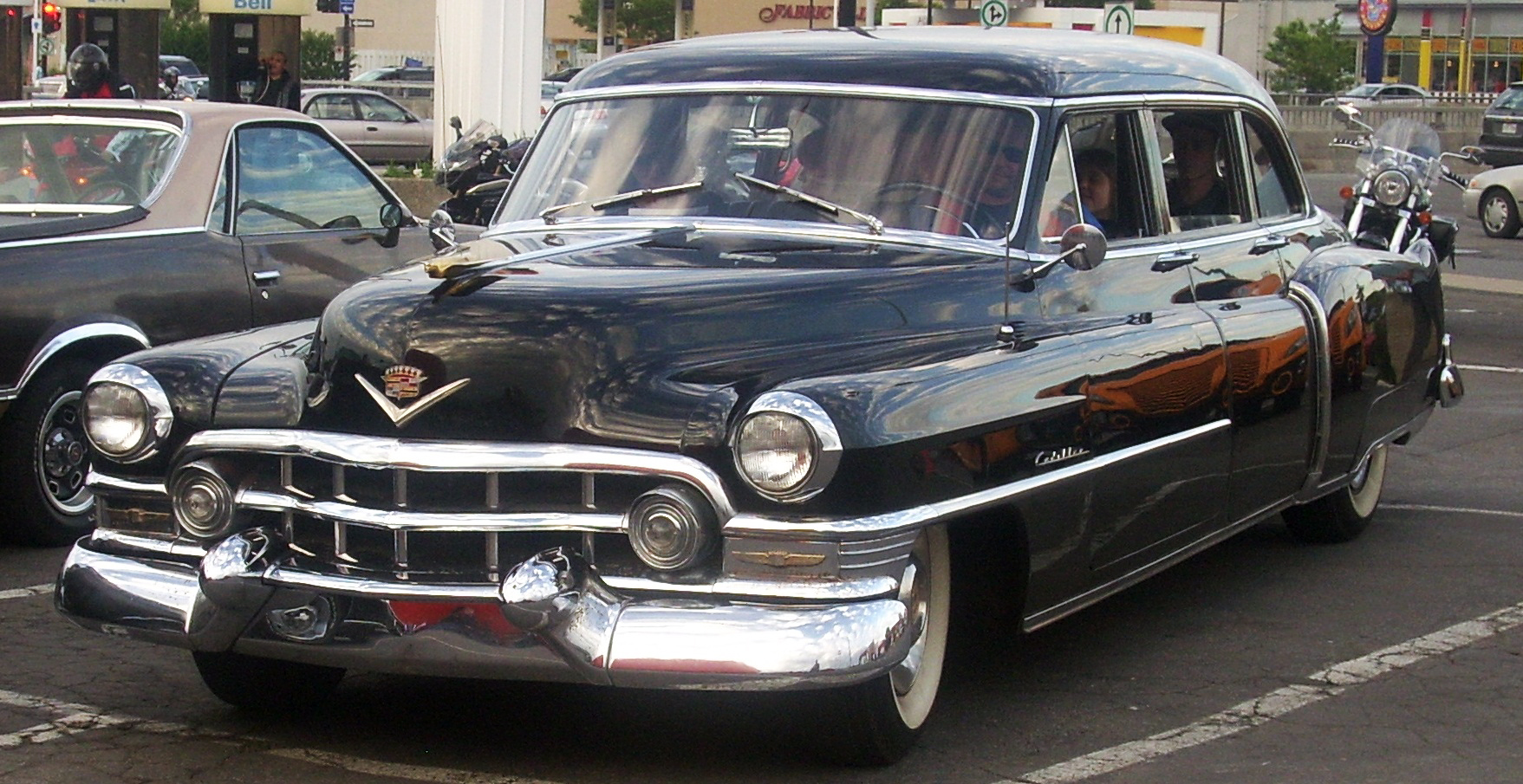
Cadillac Fleetwood Series 75 (1950–1953)
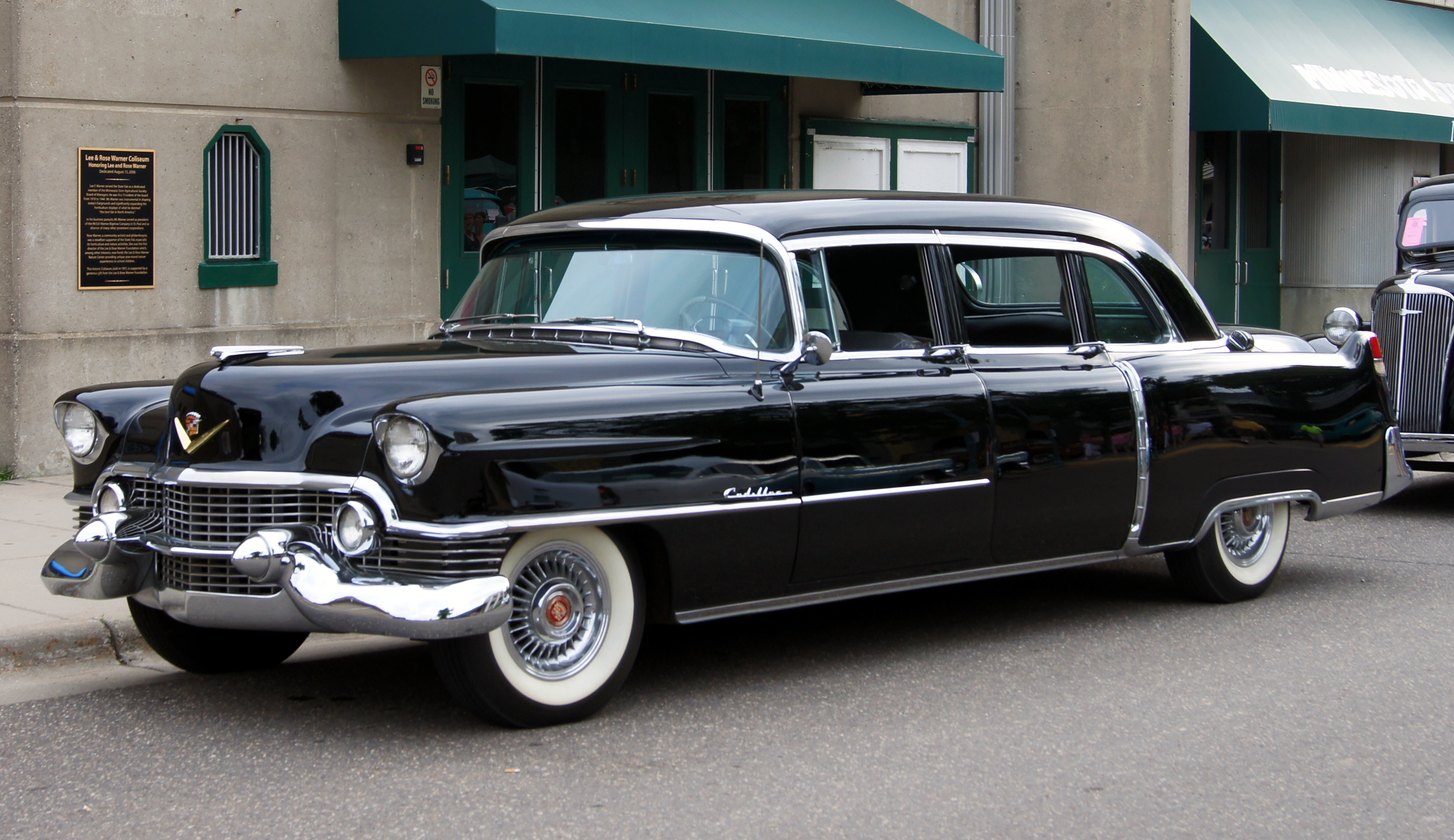
Cadillac Series 75 (1954–1956)
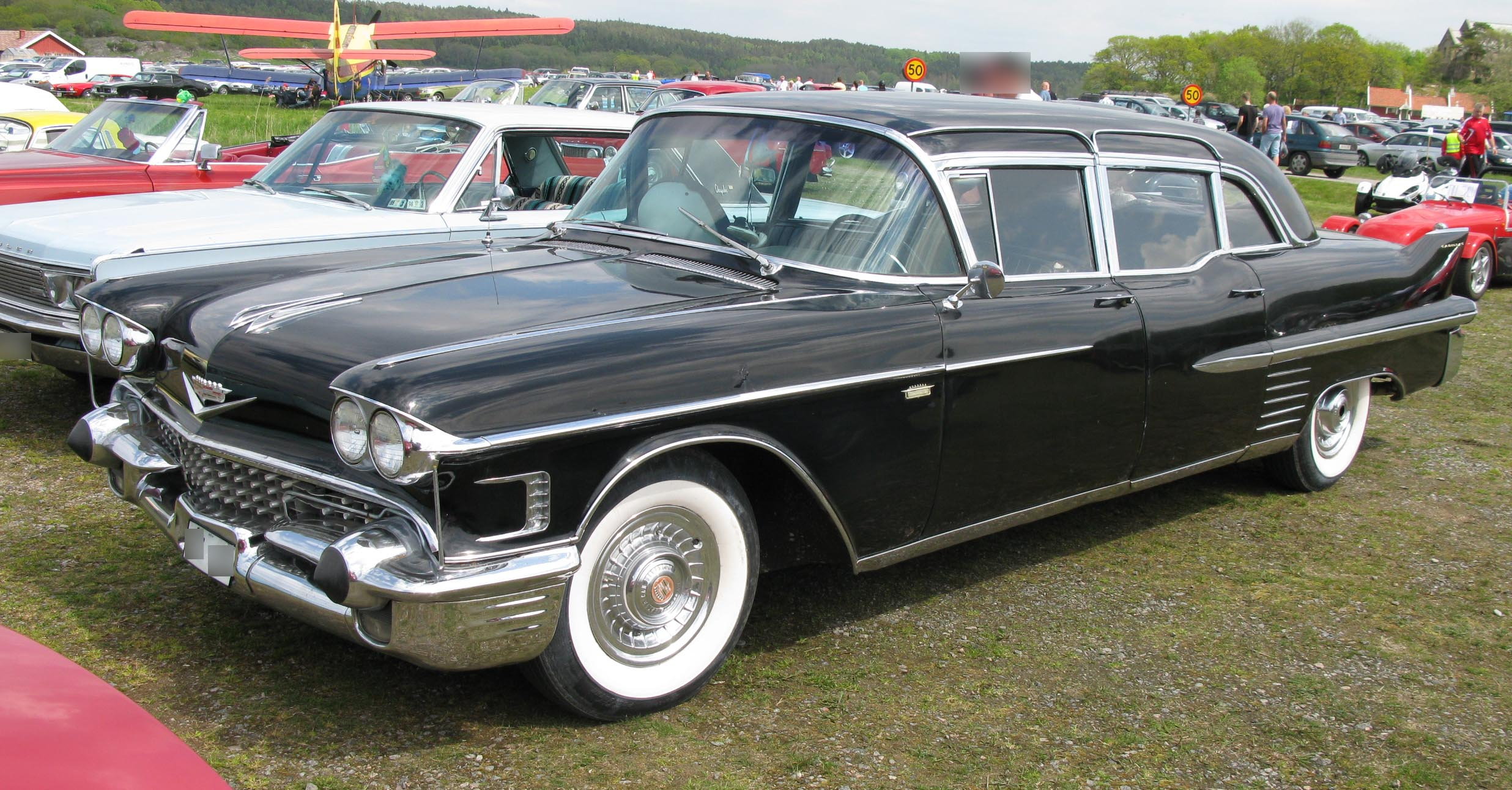
Cadillac Series 75 (1957–1958)
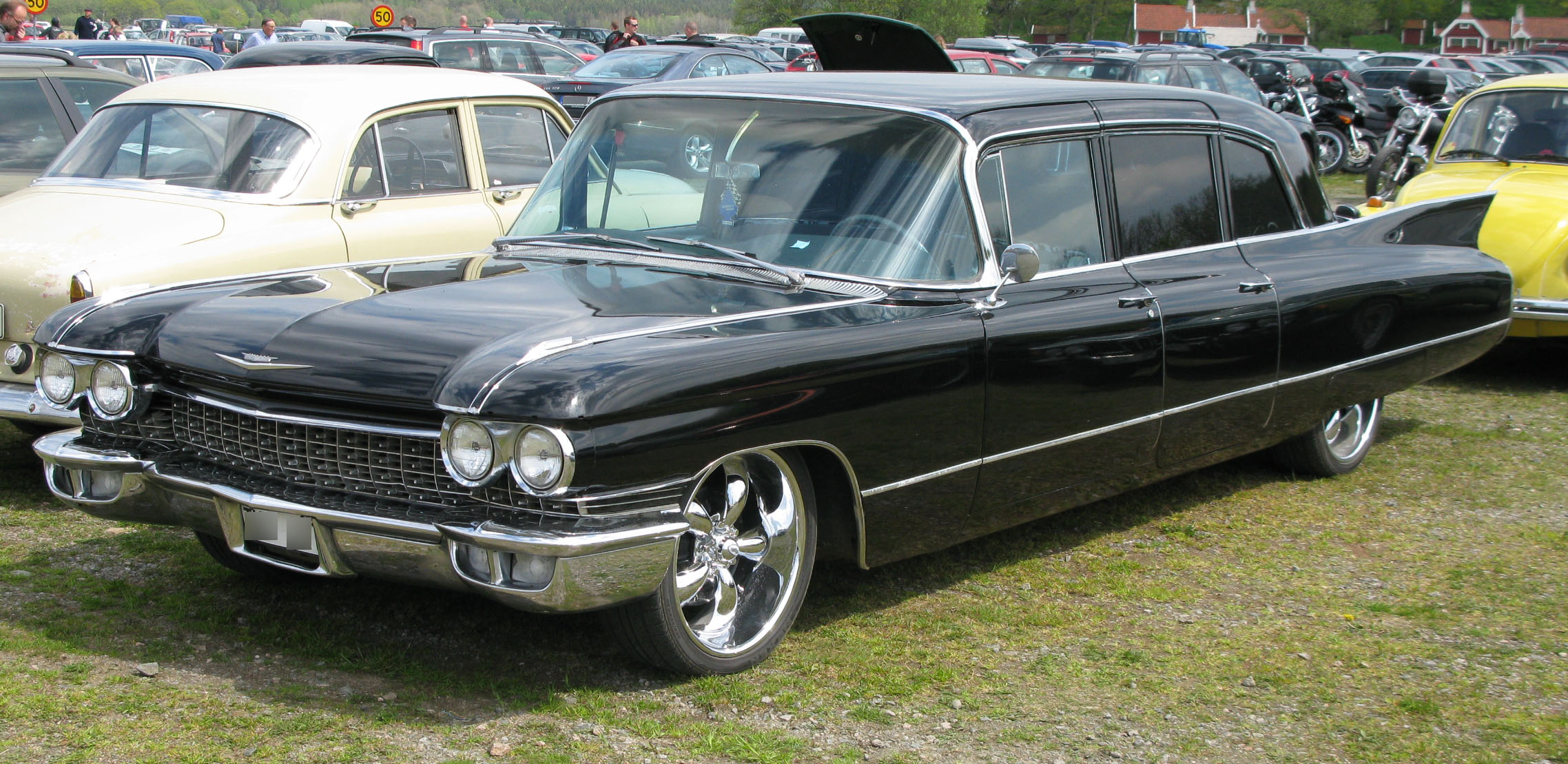
Cadillac Series 75 (1959–1960)
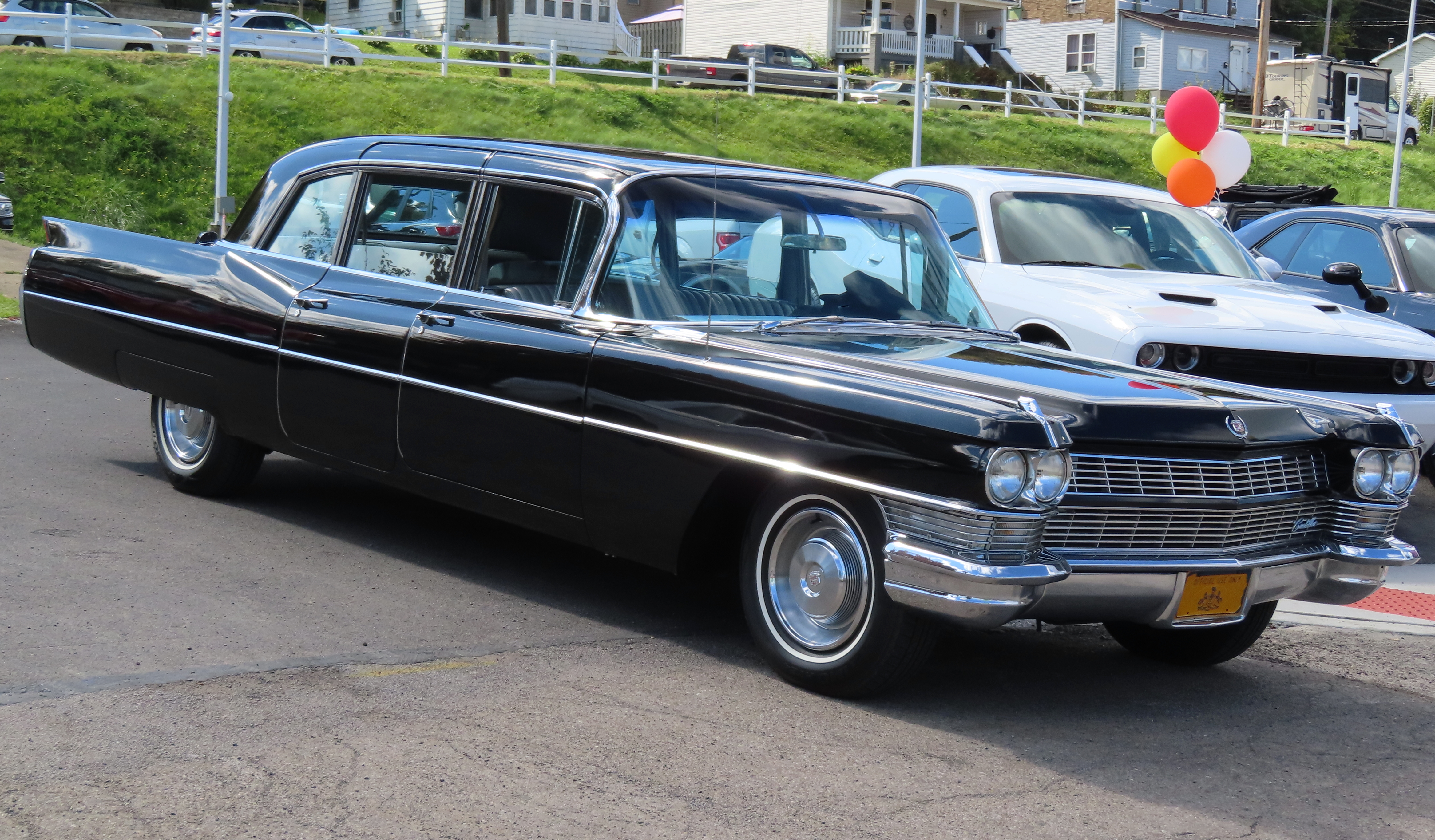
Cadillac Fleetwood Series 75 (1961–1965)
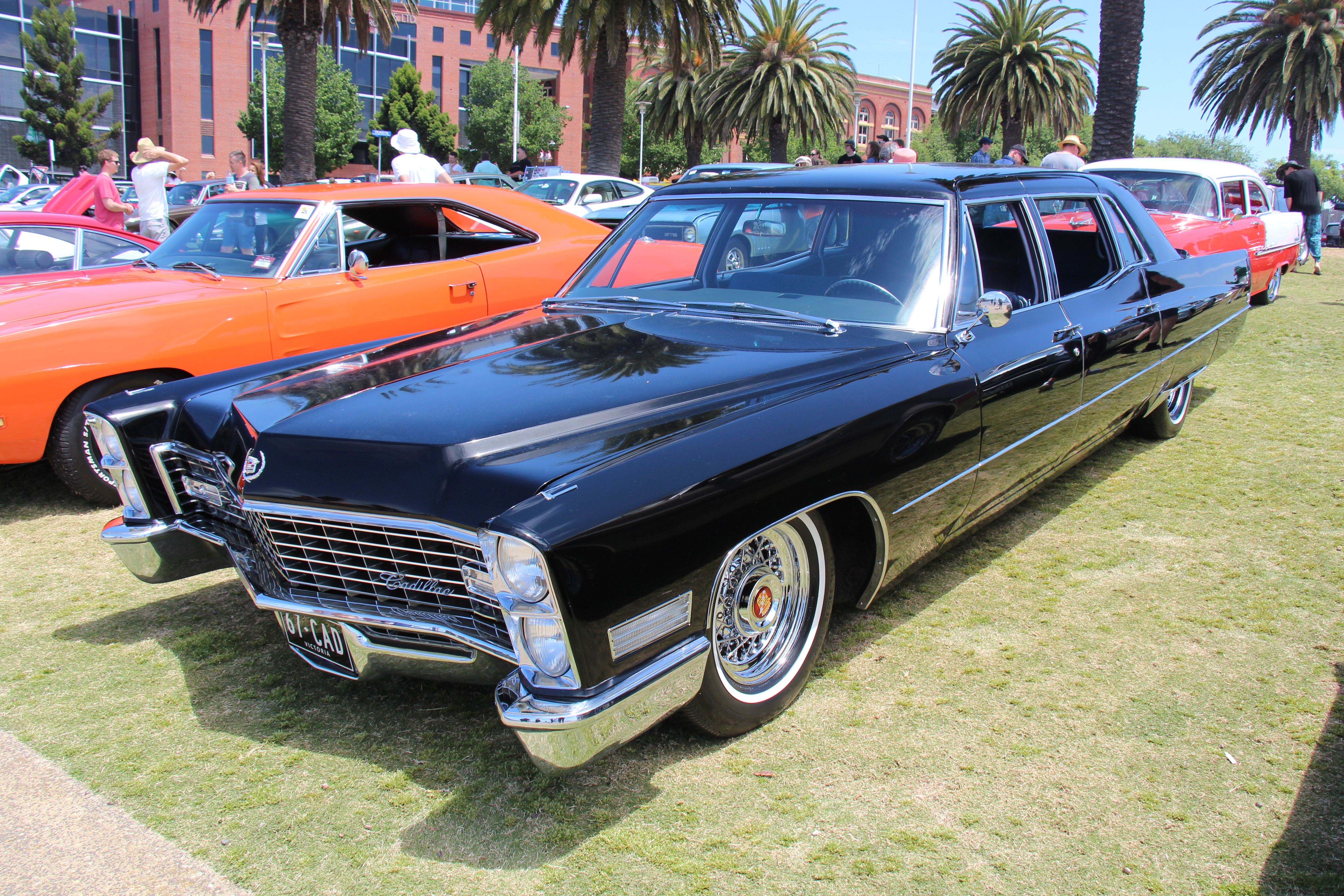
Cadillac Fleetwood Series 75 (1966–1970)
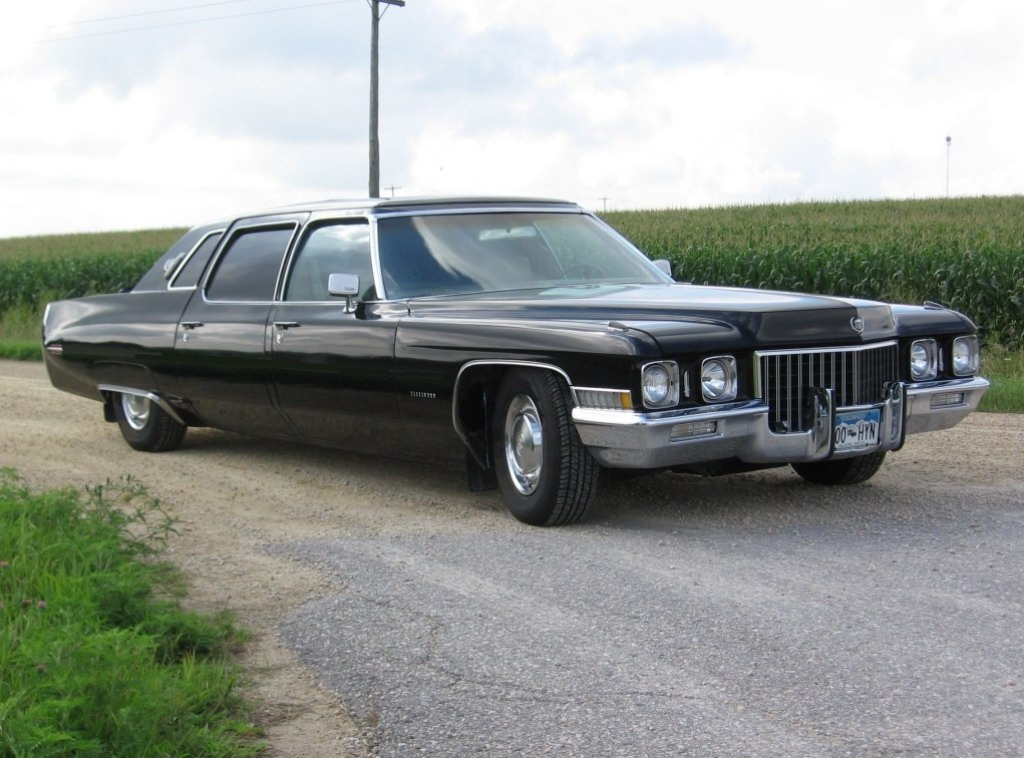
Cadillac Fleetwood Series 75 (1971–1976)